# Biscotto della fortuna

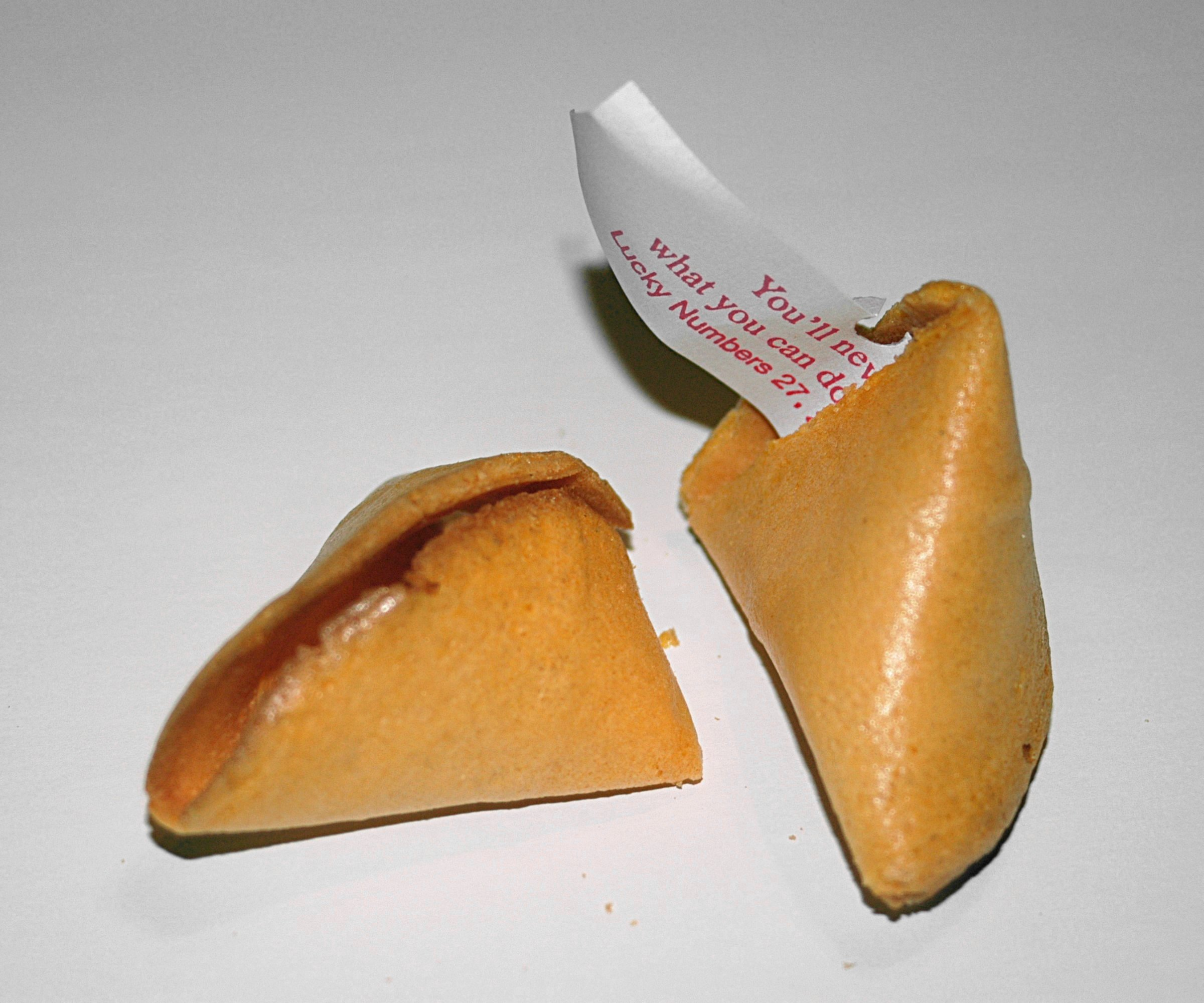
Biscotto della fortuna aperto

Un biscotto della fortuna è un biscotto di origine giapponese, croccante e solitamente preparato con farina, zucchero, vanillina e olio. All'interno dei dolci sono nascoste le "fortune", ovvero piccoli pezzi di carta che riportano motti e frasi profetiche o divinatorie.
Negli Stati Uniti, Canada e in Italia (come in altre parti del mondo occidentale) è usualmente servito come dessert nei ristoranti cinesi e giapponesi. All'interno i messaggi possono anche includere un elenco di numeri fortunati (utilizzati da alcuni, come numeri della lotteria) o una frase con la traduzione cinese o una regola da seguire affinché ci sia una riuscita in un determinato campo.
L'esatta provenienza dei biscotti della fortuna non è nota, ma vari gruppi di immigrati in California sostengono di aver pubblicizzato, agli inizi del XX secolo, il prodotto, basando la loro ricetta su quella del tradizionale cracker giapponese.